# Joan Pujol García
Joan Pujol García, conosciuto anche come Juan Pujol García (Barcellona, 14 febbraio 1912 – Caracas, 10 ottobre 1988), è stato un agente segreto spagnolo.
Conosciuto anche con i nomi in codice Garbo e Arabel, rispettivamente presso i servizi segreti britannici e tedeschi, è noto per aver passato false informazioni ai tedeschi. Ebbe un ruolo cruciale nel successo dell'operazione Fortitude, operazione di controspionaggio intesa a depistare i tedeschi circa la data e il luogo esatto dello sbarco in Normandia durante la fase finale del conflitto: le false informazioni fornite da Pujol convinsero i servizi segreti tedeschi che l'attacco principale si sarebbe svolto a Pas de Calais.

## Biografia
Nato a Barcellona, Pujol aveva maturato un forte astio nei confronti della Germania nazista in seguito alle sue esperienze nella guerra civile spagnola.
Prese la decisione, intorno al 1940, di contribuire alla seconda guerra mondiale aiutando il Regno Unito, unico avversario della Germania al tempo. Inizialmente tentò di instaurare rapporti con i britannici, ma questi non mostrarono alcun interesse nel reclutarlo come spia: decise perciò di farsi assumere prima come spia dai tedeschi, per poi offrirsi come agente doppiogiochista ai servizi britannici. Operando inizialmente a Lisbona, fece credere ai tedeschi di risiedere in Gran Bretagna.
Redasse falsi rapporti circa i movimenti della flotta basando le proprie informazioni su testi della biblioteca di Lisbona e su documentari e cinegiornali che poteva vedere nei cinema della città, riuscendo a convincere i tedeschi che aveva accesso a informazioni reali. Dichiarò di essere in viaggio per la Gran Bretagna e inviò persino i rendiconti delle spese di viaggio consultando una lista di prezzi da una guida delle ferrovie britanniche. Ebbe tuttavia alcune difficoltà nel comprendere il sistema monetario inglese con valute non decimali espresse in sterline, scellini e penny, in particolare non riusciva a sommare fra loro due o più prezzi. Risolse la situazione limitandosi a elencare le proprie spese e dicendo di presentare in futuro una somma completa.
Altri errori riguardarono l'ambiente inglese, di cui effettivamente non aveva nessuna esperienza, come nel rapporto circa un'immaginaria visita a Glasgow "dove", scrisse, "è pieno di gente disposta a fare qualsiasi cosa per un litro di vino".
In questo periodo creò una rete estesa di agenti subalterni fittizi residenti in varie parti della Gran Bretagna. Alla fine tentò nuovamente di mettersi in contatto con gli inglesi, offrendo ancora una volta i suoi servizi: questa volta accettarono. Fu trasferito in Gran Bretagna nella primavera del 1942 e operò in qualità di agente del controspionaggio sotto l'égida del XX Committee. Il suo superiore fu Cyril Bertram Mills, che Pujol conosceva solo con il nome di "Mr. Grey".
Occasionalmente era costretto a inventare ragioni plausibili per il fallimento dei suoi agenti fittizi nel riportare informazioni di cui i tedeschi avrebbero potuto essere, facilmente, a conoscenza. In un caso riferì che il suo (immaginario) agente a Liverpool si era ammalato poco prima di un importante spostamento della flotta dal porto di quella città e che in conseguenza di ciò non era riuscito a riportare l'accaduto. Per supportare con prove plausibili la malattia dell'agente, lo dichiarò morto in un rapporto successivo, sincerandosi di far pubblicare la falsa notizia anche su un giornale locale: i tedeschi furono convinti da questo ulteriore riscontro della veridicità di quanto affermato e acconsentirono a pagare alla vedova una pensione di mantenimento.
Le informazioni fornite da Pujol ai tedeschi erano prima revisionate da Mills e includevano una certa quantità di eventi veritieri, con lo scopo di renderle il più convincenti possibile. Alcune volte era possibile ottenere questo risultato trasmettendo informazioni vere ma ritardandone l'arrivo a destinazione, fin tanto che l'informazione così ceduta non fosse divenuta ormai completamente inservibile per il nemico. Per mantenere la sua credibilità, fu deciso che Garbo avrebbe dovuto riferire ai tedeschi la data esatta e altri dettagli dell'imminente sbarco in Normandia, facendo in modo di ritardare l'arrivo del rapporto, per lasciare loro un ristrettissimo margine di azione.
Furono fatti accordi speciali con gli operatori radio tedeschi per rimanere in ascolto di Garbo nella notte tra il 5 e il 6 giugno 1944, col pretesto che un agente subalterno stava per fornirgli un'informazione molto importante. Tuttavia, quando gli operatori tentarono di chiamarlo, non fu data risposta fino alle 8 di mattina: inviando solo allora delle notizie attendibili e dando colpa alla sfortuna per il ritardo, che era invece stato pianificato, Garbo riuscì ad acquisire ancora più credibilità agli occhi dei tedeschi. Il 9 giugno (tre giorni dopo il D-Day), Garbo inviò un messaggio all'alto comando tedesco dicendo che in un importante incontro con i suoi agenti aveva sviluppato un ordine di battaglia che mostrava 75 divisioni in Gran Bretagna (mentre in realtà erano solo 50). Il messaggio inoltre affermava che le unità del First United States Army Group (un gruppo di armate fittizio inventato dal Comando Alleato e dai servizi segreti britannici) non aveva partecipato all'invasione e che perciò il primo sbarco era da considerarsi come un diversivo.
Un messaggio tedesco fu inviato da Madrid a Berlino due giorni dopo e diceva "tutti i rapporti ricevuti nella scorsa settimana da Arabel (il nome in codice tedesco di Pujol) sono stati confermati senza alcuna eccezione e sono da considerarsi estremamente affidabili". Nel tardo giugno Garbo ricevette istruzioni dai tedeschi di fornire le coordinate di caduta di bombe V1. Non trovando alcun modo per dare informazioni false senza sollevare sospetti e non volendo cedere al nemico informazioni utili, Mills decise di inscenare un arresto di Garbo. Ritornò in servizio pochi giorni dopo e fu ricompensato da una lettera di scuse dalla segreteria di Stato per la sua illecita reclusione.
I tedeschi pagarono a Garbo (o Arabel, come era noto a loro) un'enorme quantità di denaro per la sua rete di agenti subalterni sparsi in tutta la Gran Bretagna, per un totale complessivo di 27 agenti interamente inventati. Per il suo aiuto agli Alleati Garbo fu fatto membro dell'Ordine dell'Impero Britannico. Per ironia del destino alla fine della guerra Garbo incontrò uno dei suoi superiori tedeschi, che gli conferì la Croce di Ferro per il suo contributo alla Germania. I nazisti non capirono mai che Garbo li aveva ingannati per tutta la durata della guerra e questo lo rese l'unica persona ad aver ricevuto decorazioni militari da entrambe le parti.
Dopo la guerra Pujol inscenò la propria morte e si trasferì in Venezuela, dove visse nell'anonimato, anche Mills lo credeva morto. D'altro canto pure allo stesso Garbo fu detto che Cyril Mills, o "Mr. Grey" come lo conosceva lui, era stato ucciso. Soltanto nel 1982 i due si ritrovarono nella casa di Mills a Londra. Garbo continuò a vivere a Choronì, una cittadina all'interno del parco nazionale Henri Pittier in Venezuela, e morì nel 1988. Fu seppellito nel cimitero cittadino.